# 人生美味礼讃
『人生美味礼讃』（じんせいびみらいさん）は、ALI PROJECTの20枚目（インディーズから通算）のアルバム。2020年7月29日に徳間ジャパンコミュニケーションズから発売された。

## 概要
ALI PROJECTが長年取り上げてきた、「食」をテーマにした楽曲のみで構成したコンセプトアルバム。新規楽曲5曲を含む13曲を収録し、通常盤にはボーナストラックとして「ストロベリーパイをお食べ」の新録版「 - 運命編」が収録される。初回限定盤は2002年に行われたストリングス・オーケストラコンサートの第一弾『月光ソワレ』のライブ音源を収録したCDとの2枚組となる。
ジャケット写真で宝野が着用している肉ドレスは、何種類もの肉を撮影しプリントした生地で制作された。

## 収録曲
1. 毒味役 [4:15]
  - 新曲。
  - イントロ、アウトロにPRODUCER LOOPSのサンプル音源『EPIC CINEMATIC ANTHEMS』より「Devil'sArmy」が利用されている。
2. 人生美味礼讃 [4:57]
  - マスタリングの直前に、ヴォーカルの宝野から当アルバム用に新たにヴォーカルを録り直ししたいと要望があったが、スケジュールの都合で叶わなかったため、他の既存曲と同様にオリジナル版での収録となっている[3]。
  - Aメロ、間奏にストラヴィンスキー作曲の『弦楽四重奏のための3つの小品』から第1番と第2番が引用されている。
  - イントロのハンドクラップはスティーヴ・ライヒ『手拍子の音楽』が引用されている。
3. 恋する和牛 [4:12]
  - 新曲。
  - イントロにBIG FISH AUDIOのサンプル音源『MODERN HIP HOP』より「kit 5」が利用されている。
4. 昭和B級下手喰い道 [4:16]
  - Aメロの直前にHOT MUSIC FACTORYのサンプル音源『MOVIE THEMES - ACTION 2』が利用されている。
5. 茸狂乱美味礼讃 [4:46]
  - Aメロにジョン・アイアランド (作曲家)の『London Pieces - Soho Forenoons』が引用されている。
  - サビにクリストフ・ヴィリバルト・グルックの『オルフェオとエウリディーチェ』の精霊の踊りが引用されている。
  - アウトロにSOUND PROPULSIONのサンプル音源『GABI MASSO ORIENTAL STRING ENSEMBLES 2』が利用されている。また、2番~3番の間奏に『GABI MASSO ORIENTAL STRING ENSEMBLES 3』が利用されている。
6. 狩猟令嬢ジビエ日誌 [5:01]
  - 間奏にLOOPTRONIKSのサンプル音源『MODERN HOLLYWOOD ORCHESTRA』が利用されている。
  - サビにPRIME LOOPSのサンプル音源『CINEMATIC MOODS』より「RacingHero Strings[4]」が利用されている。その他、同音源より、1番、3番のサビ直後に「UrgentStrings[5]」が利用されている。
7. 喰らう女 [3:36]
  - 新曲。
  - 当初は、宝野が当時追っかけをするほどファンだった戸川純が率いるバンド「ヤプーズ」の楽曲『肉屋のように』のカヴァーを収録する予定だったが、自身がヤプーズをカヴァーすると戸川の真似にしかならず、原曲を超えることはできないと危惧したため、新たに当楽曲をイメージしたオリジナル曲を作ることとなった[3]。
8. お毒味LADY [4:58]
  - イントロ、2番~3番の間奏にBIG FISH AUDIOのサンプル音源『SYMPHONIC MANOEUVRES』より「One Chance」が利用されている。
9. 恋愛分子ガストロノミー [4:24]
  - 新曲。
  - サビにアルバン・ベルクの『ヴァイオリン協奏曲 ある天使の思い出に』より第一楽章が引用されている。
10. 桃色天国 [4:27]
11. Maison de Bonbonnière [4:20]
  - イントロにPRIME LOOPSのサンプル音源『ORCHESTRAL SCORES』より「Heat[6]」「In The Jungle[7]」「The Hero[8]」が利用されている。
12. 或る修道士の告解 [4:31]
  - 間奏にフェリックス・メンデルスゾーンの『ロンド・カプリチオーソ ホ長調 Op.14』が引用されている。
  - サビにエルネスト・レクオーナの唯一のオペラ『El Sombrero de Yarey』より「I. Prelude.」が引用されている。
  - AメロにBIG FISH AUDIOのサンプル音源『CINEMATIC ORCHESTRAL THEMES』より「Adventure[9]」が利用されている。
  - イントロにPRIME LOOPSのサンプル音源『ORCHESTRAL SCORES』より「The Sorcerer Waltz[10]」が利用されている。その他、同音源よりアウトロには「Secret Forest[11]」が利用されている。
13. La Fée Verte〜アブサニストによる音楽的試み [3:59]
  - 新曲。
14. ストロベリーパイをお食べ～運命編 [4:32]
  - 通常版のみ収録されているボーナストラック。新録。
  - 曲中でベートーヴェン作曲の交響曲第5番『運命』が引用されている[12]。
  - 2番~3番の間奏にBUNKER 8 DIGITAL LABSのサンプル音源『HYBRIDIZER 3』より「They're Here」が利用されている。

## 参加ミュージシャン
- All Lyrics Written：Arika Takarano
- All Music Written：Mikiya Katakura
- Arrangement：Akira Saito(斉藤聡)（M11）
- Strings Arrangement：Tsuyoshi Watanabe（M9）

- Vocal：Arika Takarano
- Violin：Tsuyoshi Watanabe、Yu Sugino
- Strings：杉野裕ストリングス

## クレジット
| Performed by ALI PROJECT | Performed by ALI PROJECT                                                         |
| ------------------------ | -------------------------------------------------------------------------------- |
| Produced, Directed by    | Mikiya Katakura                                                                  |
| Recording Engineered by  | Jiro Takita                                                                      |
| Mastering Engineered by  | Takeshi Hakamata(袴田剛史)（FLAIR）                                              |
| Recorded at              | Studio GREENBIRD                                                                 |
| Recorded at              | Flamingo Sound                                                                   |
| Recorded at              | Zazou Music Shed                                                                 |
| A&R Producer             | Iku Aoki(青木郁生)（Tokuma Japan）                                               |
| Sales Planner            | Toshitaka Ohtomo(大友俊孝)（Tokuma Japan）                                       |
| Sales Operator           | Ujiie Miwa（Crown Tokuma Music Distribution）                                    |
| Associate Producer       | Hiroyuki Munekiyo(宗清裕之)（Tokuma Japan）                                      |
| Associate Producer       | Hirokazu Shiraishi(白石博一)（Tokuma Japan）                                     |
| Associate Producer       | Kazuhide Shimokawa(下川一秀)（Tokuma Japan）                                     |
| Supervisor               | Yasutaka Wada(和田康孝)（Tokuma Japan）                                          |
| Artist Management        | Boris Vian Inc.                                                                  |
| Art Direction & Design   | Maiko Yoshino(吉野磨衣子)                                                        |
| Photography              | Hironobu Onodera(小野寺廣信)                                                     |
| Hair & Make-up           | Fusae Tachibana(橘房図)                                                          |
| Costume                  | Kaie Tada(多田カイエ)（Triple fortune）                                          |
| Creative Coordination    | Kiyoe Mizusawa(水澤清恵)（Tokuma Japan）                                         |
| Location                 | Shichiku Garden / AA Garden                                                      |
| Special Thanks to        | Makoto Sugimoto(杉本真)（Liveexsam） / Makoto Okuda(奥田誠)（Backstage Project） |
| Special Thanks to        | Hideo Miyamoto(宮本英夫) / Cherry / Ai-Chan                                      |